# Disco Inferno
Disco Inferno – piosenka z 1976 roku autorstwa Leroya Greena i Tyrone’a Kerseya nagrana pierwotnie przez zespół The Trammps. Utwór, który okazał się największym przebojem grupy wydany został na singlu w grudniu 1976 roku, w tym samym miesiącu dostępny był na albumie eponimicznym. Na początku 1977 roku SP – wraz z dwiema innymi piosenkami grupy – przez 6 tygodni utrzymywał się na szczycie listy Billboard Hot Dance Club Play. Jednak dopiero kiedy utwór trafił na ścieżkę dźwiękową do filmu Gorączka sobotniej nocy (1977) i wydany został ponownie na małej płycie zyskał prawdziwą popularność w USA, czego dowodem było 11. miejsce w zestawieniu Hot 100, do którego singiel dotarł w maju 1978 roku.
W 1999 roku swoją wersję piosenki nagrała Cyndi Lauper, która znalazła się na jej singlu. Wersja piosenkarki wspięła się na 8. pozycję listy Billboard Dance Club Songs. Ten cover znalazł się także na ścieżce dźwiękowej do filmu Odlotowy duet. Kilka lat wcześniej – w 1993 roku – Tina Turner zarejestrowała swoją wariację kompozycji, która zamieszczona została na jej albumie (OST) What's Love Got to Do with It.

## Historia utworu
Inspiracją do powstania piosenki była scena z filmu Płonący wieżowiec (1974), gdzie dyskotekę zajmują płomienie. Według Toma Moultona, który odpowiadał za miks nagrania, redukcja szumów Dolby została nieprawidłowo ustawiona podczas miksowania materiału. Efektem tego utwór stał się bardziej dynamiczny, co dodatkowo zostało wzmocnione ryczącym głosem Jimmy’ego Ellisa. Kiedy inżynier dźwięku Jay Mark odkrył błąd postanowił go poprawić, dzięki czemu dynamika miksu stała się pełniejsza od panującego wówczas standardu w przemyśle muzycznym. Takie niezamierzone rozwiązanie spowodowało, że słuchacz miał wrażenie, że nagranie „wyskakuje” w jego kierunku. Założeniem twórców „Disco Inferno” było wydanie na singlu krótkiej trzyminutowej wersji utworu zamiast dwuczęściowej niespełna jedenastominutowej. Poza listą Hot Dance Club Play singiel trafił na Black Singles, gdzie dotarł do pozycji 9. Jednak początkowo piosenka The Trammps przebojem radiowym się nie stała, docierając jedynie do miejsca 53. zestawienia Billboard Hot 100.
Kiedy w 1977 roku „Disco Inferno” znalazło się na ścieżce dźwiękowej do filmu Gorączka sobotniej nocy utwór stał się powszechnie rozpoznawalny. Zamieszczona na płycie pełna wersja trwała blisko 11 minut. Reedycja singla wydana przez wytwórnię Atlantic wiosną 1978 roku wspięła się na  11. pozycję najpopularniejszego amerykańskiego zestawienia, co okazało się być najlepszym wynikiem formacji na Hot 100.
19 września 2005 roku utwór „Disco Inferno” został wprowadzony do Dance Music Hall of Fame.

## Listy przebojów

### The Trammps
| Lista (1977)                  | Pozycja |
| ----------------------------- | ------- |
| Billboard Hot Dance Club Play | 1       |
| Billboard Hot 100             | 11      |
| UK Singles Chart              | 16      |

### Tina Turner
| Lista (1993)              | Pozycja |
| ------------------------- | ------- |
| UK Singles Chart          | 12      |
| Irish Singles Chart       | 13      |
| New Zealand Singles Chart | 25      |

### Cyndi Lauper
| Lista (1999)                  | Pozycja |
| ----------------------------- | ------- |
| Billboard Hot Dance Club Play | 8       |